# Municipio de Lamine
El municipio de Lamine (en inglés: Lamine Township) es un municipio ubicado en el condado de Cooper en el estado estadounidense de Misuri. En el año 2010 tenía una población de 268 habitantes y una densidad poblacional de 2,6 personas por km².

## Geografía
El municipio de Lamine se encuentra ubicado en las coordenadas 38°59′37″N 92°55′53″O / 38.99361, -92.93139. Según la Oficina del Censo de los Estados Unidos, el municipio tiene una superficie total de 102.91 km², de la cual 100,1 km² corresponden a tierra firme y (2,72 %) 2,8 km² es agua.

## Demografía
Según el censo de 2010, había 268 personas residiendo en el municipio de Lamine. La densidad de población era de 2,6 hab./km². De los 268 habitantes, el municipio de Lamine estaba compuesto por el 98,51 % blancos, el 0,75 % eran afroamericanos, el 0,75 % eran amerindios. Del total de la población el 0 % eran hispanos o latinos de cualquier raza.